# Jorge Andrade
Jorge Manuel Almeida Gomes de Andrade (wym. [ˈʒɔɾʒ(ɨ) ɐ̃ˈdɾad(ɨ)]; ur. 9 kwietnia 1978 w Lizbonie) – portugalski piłkarz występujący na pozycji obrońcy. Grał m.in. w Juventusie F.C., do którego przeniósł się podczas letniego okienka transferowego z Deportivo La Coruña w 2007 za 10 mln Euro.
Z reprezentacją Portugalii grał na MŚ 2002 i Euro 2004. Zabrakło go w kadrze na MŚ 2006 z powodu kontuzji kolana.
2 kwietnia 2009 roku rozwiązał kontrakt z Juventusem z powodu przedłużającej się, przewlekłej kontuzji. Portugalczyk pauzuje od 19-stu miesięcy, przez co dla turyńskiego klubu zdążył rozegrać zaledwie cztery spotkania. Rozbrat z klubem został zaakceptowany obustronnie – Stara Dama wypłaci piłkarzowi odszkodowanie, ponieważ był on związany umową do 2010 roku. Andrade stał się wolnym zawodnikiem, aczkolwiek już od jakiegoś czasu planuje zakończyć karierę.

## Odznaczenia
- Oficer Orderu Infanta Henryka – 2004[1]